# Опачка
Опачка — річка в Україні у Дрогобицькому районі Львівської області. Ліва притока річки Опаки (басейн Дністра).

## Опис
Довжина річки приблизно 4,44 км, найкоротша відстань між витоком і гирлом — 4,07  км, коефіцієнт звивистості річки — 1,10 . Формується багатьма струмками.

## Розташування
Бере початок на північно-західних схилах гори Князів Див (833,7 м). Тече переважно на північний схід через ліс Опачка і у селі Опака впадає у річку Опаку, праву притоку річки Бистриці Тисьменицької.